# Centrum Fizyki Teoretycznej Polskiej Akademii Nauk
Centrum Fizyki Teoretycznej PAN (CFT PAN) – instytut naukowy Polskiej Akademii Nauk z siedzibą w Warszawie.
Centrum zostało założone w 1980 roku. Prowadzi ono badania z zakresu fizyki teoretycznej, astrofizyki i kosmologii. Badania te obejmują:
- klasyczną i kwantową teorię pola ze szczególnym uwzględnieniem elektromagnetyzmu i grawitacji
- optykę kwantową
- podstawy mechaniki kwantowej i jej zastosowania do teorii informacji.
- termodynamikę mezoskopowych układów kwantowych
- fizykę nowych stanów materii
- kosmologię
- astrofizykę wysokich energii
- rolę nauki w społeczeństwie XXI wieku
- neuroinżynierię.

Centrum było członkiem i jednostką koordynującą Sieci Naukowej Laboratorium Fizycznych Podstaw Przetwarzania Informacji oraz członkiem Polskiej Sieci Astrofizyki Cząstek i uczestnikiem europejskiego grantu edukacyjnego Hands-On Universe, Europe (EU-HOU). Bierze udział w imprezach popularyzujących naukę, takich jak Piknik Naukowy w Warszawie i Warszawski Festiwal Nauki.
Na koniec 2018 roku w Centrum zatrudnionych było 42 pracowników naukowych, w tym 14 profesorów, 10 adiunktów, 18 asystentów i doktorantów, 5 stażystów, 4 stypendystów oraz 6 pracowników administracyjnych.
Od 1 marca 2023 pełniącym obowiązki dyrektora jest dr hab. Krzysztof Pawłowski.

## Samodzielni pracownicy naukowi
Samodzielnymi pracownikami naukowymi w CFT PAN są:
- dr hab. inż. Remigiusz Augusiak
- prof. dr hab. Iwo Białynicki-Birula
- dr hab. Maciej Bilicki
- prof. dr hab. Bożena Czerny
- prof. dr hab. Agnieszka Janiuk
- dr hab. Wojciech Hellwing
- prof. dr hab. Jerzy Kijowski
- dr hab. Jarosław Korbicz
- dr hab. Mikołaj Korzyński
- prof. dr hab. Marek Kuś
- dr hab. Lech Mankiewicz
- prof. dr hab. Michał Matuszewski
- prof. dr hab. Paweł Nurowski
- dr hab. Michał Oszmaniec
- dr hab. Krzysztof Pawłowski
- prof. dr hab. Kazimierz Rzążewski
- dr hab. Adam Sawicki
- prof. dr hab. Łukasz A. Turski
- prof. dr hab. Karol Życzkowski